# Aminat Adeniyi
Aminat Oluwafunmilayo Adeniyi (ur. 21 kwietnia 1993) – nigeryjska zapaśniczka walcząca w stylu wolnym. Dwukrotna olimpijka. Zajęła szesnaste miejsce w Rio de Janeiro 2016 w kategorii 58 kg i w Tokio 2020 w kategorii 62 kg.
Zajęła dziewiąte miejsce na mistrzostwach świata w 2017. Mistrzyni igrzysk afrykańskich w 2015 i 2019. Triumfatorka igrzysk Wspólnoty Narodów w 2014 i 2018. Złota medalistka mistrzostw Afryki w 2014, 2016, 2017 i 2018; srebrna w 2012, 2015, 2019 i 2020. Mistrzyni Wspólnoty Narodów w 2013 i trzecia w 2017 roku
Zawodniczka Adekunle Ajasin University w Ondo.